# Allen Altman
Pour les articles homonymes, voir Altman.
Allen Altman est un acteur canadien.

## Filmographie
- 1994 : The Maharaja's Daughter (feuilleton TV) : Airport Immigration Officer
- 1994 : Alys : Guillermo
- 1995 : Hiroshima (TV) : Joseph Stiborik
- 1996 : Gold Hunters (TV) : Waiter
- 1996 : Jasmine (série télévisée) : Percy Cohen
- 1997 : Laserhawk : Officer
- 1997 : État d'urgence (The Peacekeeper) : McGarry
- 1997 : Le Chacal (The Jackal) : Car salesman
- 1998 : Le Dernier Templier (The Minion) : Dante
- 1998 : Degas and the Dancer (TV) : Manet
- 1999 : Dead Silent : Harmon
- 1999 : Les Hommes de main (The Collectors) (TV) : Peter Burns
- 2000 : The Great Gatsby (TV) : Policeman at Accident
- 2000 : Stardom : Byron Woodrow
- 2000 : Éternelle vengeance (Revenge) : Gary Heller
- 2001 : Paradise Falls (série télévisée) : Billy Hunter
- 2002 : Tequila Express : Bad Guy
- 2004 : Nous étions libres (Head in the Clouds) : Raul
- 2011 : Rendez-vous interdits (Wandering Eye) (TV) : Will Atherton
- 2016 : District 31 : Dr. Viger